# Cách Hamas dùng lá chắn sống
Theo NATO, Liên Hợp Quốc (UN), Liên minh Châu Âu (EU), Hoa Kỳ, Israel, và một số quốc gia châu Âu khác, Hamas và các nhóm chiến binh Palestine khác đã chủ đích sử dụng dân thường ở Gaza làm lá chắn sống. Chiến thuật này gồm việc phóng rocket, đặt cơ sở hạ tầng quân sự trong khu dân cư, và giao tranh với Lực lượng Phòng vệ Israel (IDF) từ hoặc gần các khu vực dân cư và thương mại. Theo thời gian, Hamas liên tục tuyên bố rằng thương vong dân thường là có chủ đích và mang mục đích chiến lược.
Các cáo buộc sử dụng lá chắn sống bởi các phe Palestine, trong đó có Hamas, đã xuất hiện trong các xung đột ở Gaza năm 2008 và 2014, cũng như trong cuộc chiến tranh Israel–Hamas năm 2023. Trong cuộc chiến năm 2023, Israel đã đưa ra bằng chứng cho rằng Hamas đã đặt một số phần của hệ thống mạng lưới chỉ huuy và đường hầm quân sự dưới cơ sở hạ tầng dân sự, trong đó có Bệnh viện Al-Shifa ở Gaza City, và lưu trữ vũ khí dưới Bệnh viện Al-Rantisi. Những báo cáo này đã được Bộ Quốc phòng Hoa Kỳ xác nhận. Trong chiến tranh, Hamas được cho là đã cố gắng ngăn chặn người Palestine sơ tán khỏi các khu vực chiến sự, kêu gọi họ ở lại nơi họ đang ở.
Theo một bài báo được Trung tâm Nghiên cứu Truyền thông Chiến lược NATO công bố, việc sử dụng chiến thuật lá chắn sống của các nhóm như Hamas lợi dụng  mục tiêu của Israel là giảm thiểu thương vong dân thường và sự nhạy cảm của dư luận phương Tây. Chiến thuật này cho phép Hamas hoặc buộc tội Israel gây ra tội ác chiến tranh nếu xảy ra thương vong cho dân thường, hoặc bảo vệ tài sản của mình và tiếp tục các chiến dịch nếu IDF hạn chế phản ứng quân sự. Cách tiếp cận này là một ví dụ cho 'chiến tranh pháp lý', sử dụng các nền tảng pháp lý và công chúng để thách thức một đối thủ.